# Pont de Rača
Pour les articles homonymes, voir Rača.
Le pont de Rača (en serbe cyrillique : Мост у Рачи ; en serbe latin : Most u Rači) est un pont international en treillis, routier et ferroviaire, qui franchit la Save et relie la Serbie et la Bosnie-Herzégovine (république serbe de Bosnie).

## Localisation
Le pont de Rača relie le village de Bosanska Rača, dans la municipalité de Bijeljina et dans la région de Semberija, au nord-est de la Bosnie-Herzégovine, et le village de Sremska Rača, dans la municipalité de Sremska Mitrovica et dans la région de Syrmie, en Serbie. Le pont doit son nom à ces villages. En revanche, la presse évoque parfois le pont sous le nom de « Most na Rači », c'est-à-dire le « pont sur la Rača », créant ainsi une confusion avec la Rača, une rivière de Serbie.

## Historique

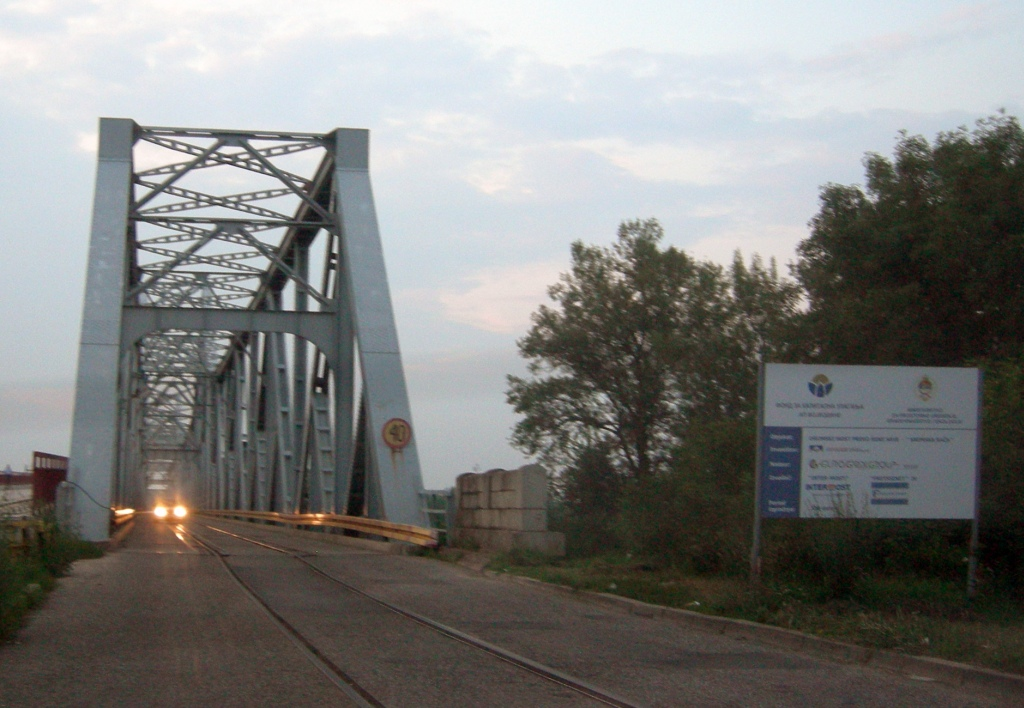
L'entrée du pont vue de la Semberija

Le premier pont est construit en 1934, principalement par des travailleurs italiens. À l'origine, il porte le nom de « Pont de la reine Marie » (Most Kraljice Marije). Il permettait de relier les régions de Semberija et de Majevica avec la Serbie et il était notamment utilisé pour acheminer le charbon des mines d'Ugljevik. Détruit pendant la Seconde Guerre mondiale, il est reconstruit après la guerre.
À l'époque de la république fédérative socialiste de Yougoslavie, il constitue la seule liaison entre la Semberija et la Serbie. En 1950, grâce au pont, la ligne de chemin de fer Bosanska Rača-Bijeljina est prolongée jusqu'à Šid (en Syrmie). Le trafic routier y prend de plus en plus d'importance, surtout après la fermeture de la ligne de chemin de fer Bijeljina-Mezgraja en 1979.
Au début de la guerre de Bosnie-Herzégovine, le pont sert de lien entre deux États indépendants. Sur les deux rives de la Save se trouvent les services douaniers et la police des frontières. Pendant la guerre, le pont Rača devient le symbole de la contrebande[réf. nécessaire]. En 1995, après l'opération Tempête, des colonnes de réfugiés traversent le pont fuyant la Krajina pour se réfugier en Serbie[réf. nécessaire].

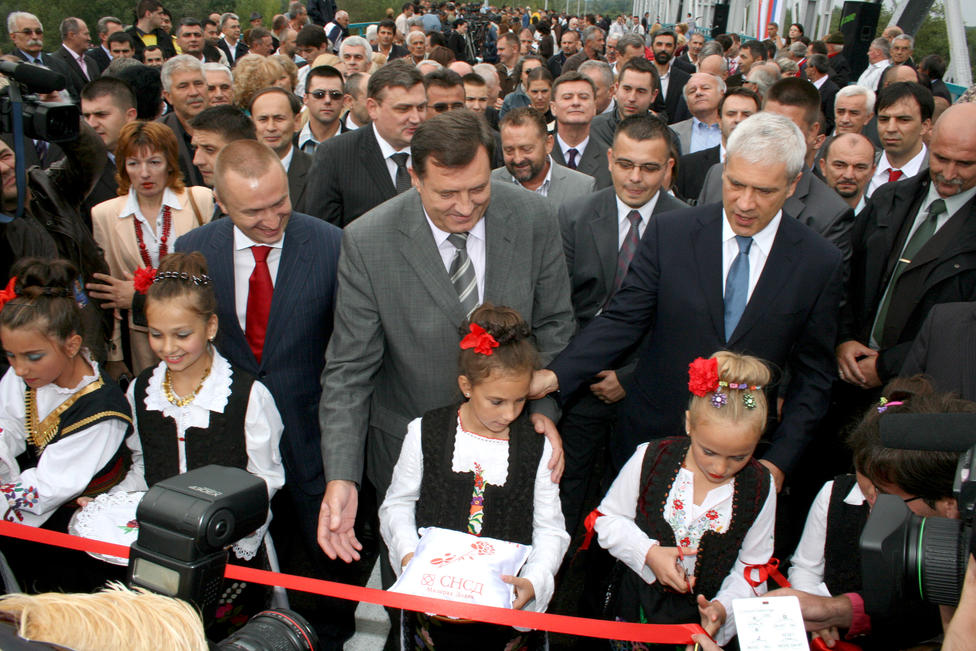
Inauguration du nouveau pont

Endommagé, le pont est restauré après la guerre grâce aux fonds de la communauté internationale.
En 2006, dans le cadre du Plan national d'investissement, le gouvernement de la Serbie décide la construction d'un nouveau pont, appelé Evropa (« Europe »), à côté de l'ancien pont.
Le pont est inauguré le 6 septembre 2010, en présence du président serbe Boris Tadić, de Milorad Dodik, le premier ministre de la république serbe de Bosnie et de Bojan Pajtić, le président du gouvernement de la Voïvodine.

## Coût
La construction du pont a coûté environ 13 millions d'euros, dont 5,8 millions ont été versés par le Fonds de capital-investissement de la Voïvodine. Ont également participé au financement la société publique Putevi Srbije (« Routes de Serbie ») et le ministère des Transports et des Communications.

## Dans la culture
Le pont et le franchissement de la frontière sont évoqués par le groupe de rock Zabranjeno pušenje dans sa chanson Od istorijskog Avnoja do izbjegličkog konvoja, preko Sremske Rače et par le chanteur de turbo-folk Boro Drljača dans sa chanson Plači, mala, plači, ost'o sam na Rači.